# Uadi Khureitun
Uadi Khureitun és un uadi situat en un barranc profund al desert de Judea, a Cisjordània, a l'oest del mar Mort, que brolla prop de Tekoa.
El nom àrab, Uadi Khureitun, prové del primer ermità cristià, el palestí sant Caritó el Confessor, que va fundar la seva tercera laura en aquesta vall. Per la seva banda, el nom hebreu, Nahal Tekoa (‘riera deTekoa’, en català) deriva de l'antiga ciutat judaita de Tekoa.

## Descripció
El uadi comença a una altitud de menys de 900 metres, a la carena de les muntanyes de Judea, a l'est de l'assentament israelià d'Efrat. Ràpidament talla el terreny circumdant i condueix cap a l'est a través de valls majoritàriament desforestades que bordegen nombrosos pobles palestins situats als turons del voltant.

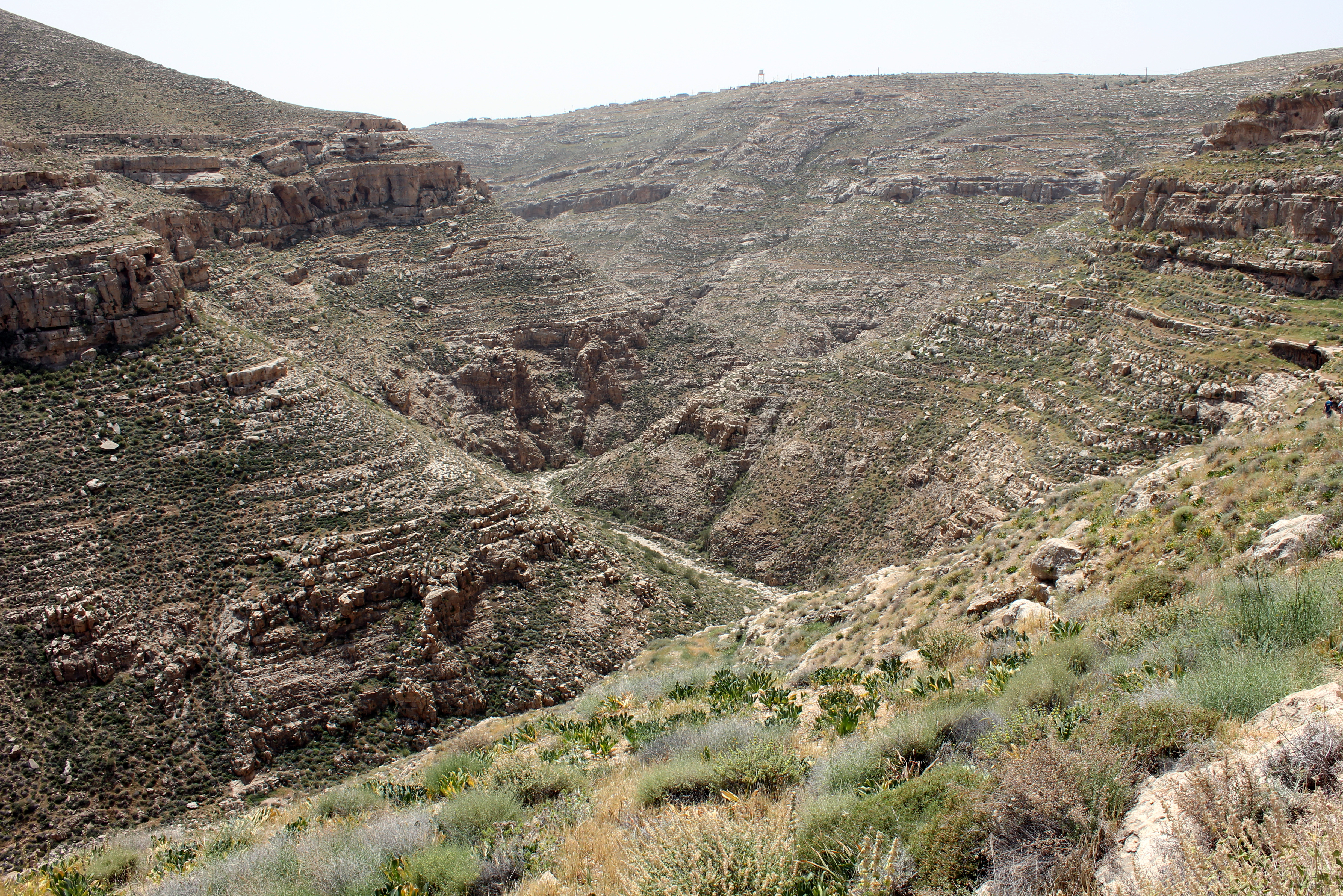
El uadi.

A l'assentament israelià de Tekoa, el rierol del uadi flueix cap al sud i el sud-est, creant un canó de diversos quilòmetres de llarg, al costat oest del qual hi ha l'assentament de Tekoa i, al costat oposat, l'assentament de Nokdim. Hi ha diverses grans coves càrstiques com la de Charitun (hebreu: מערת חריטון‎ - Ma'arat Charitun), que és la cova més gran del país, o la de Mishmash (hebreu: מערת משמש‎ - Ma'arat Mixmaix). Continua cap al desert de Judea, poblat esporàdicament amb campaments beduïns ocasionals. En aquest desert el uadi anomenat en hebreu Nachal Amos (נחל עמוס) es troba amb el uadi Khureitun per la dreta. Poc després que el uadi comenci a baixar abruptament cap a una depressió de la mar Morta, desemboca per la dreta al uadi Murabba'at, que aboca les seves aigües en aquesta massa d'aigua.
Un camí de senderisme a l'oest del uadi passa per diverses coves prehistòriques en direcció sud fins a les ruïnes del monestir de Caritó. El jaciment arqueològic neolític d'El Khiam es troba en aquesta zona.

## Història

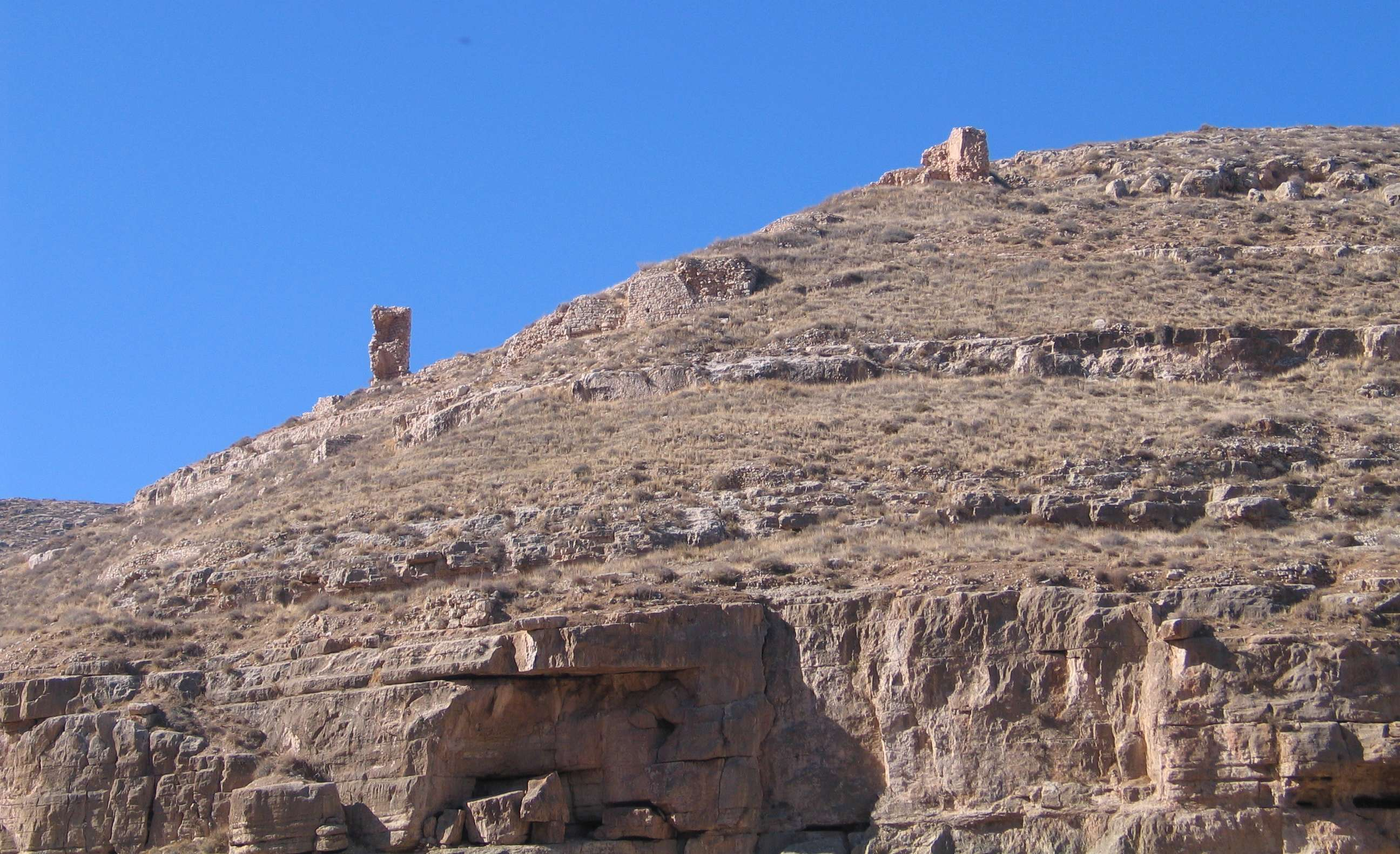
Restes de la laura de suka.

Sant Caritó el Confessor (finals del segle III-ca 350) va fundar aquí la laura de Suka, més tard anomenada Laura Vella, i avui coneguda popularment com el Monestir de Caritó.
Les coves càrstiques existents en la pedra de creta del uadi van ser ampliades i utilitzades com a residències eremites pels monjos de les laures de sant Caritó i per un posterior monjo i sant del desert anomenat Eutimi el Gran.
L'antic rabí en cap de la Tekoa moderna, el fill de Menaixem Froman (1945-2013), Tzuri, vivia en una cova al uadi, darrere de la ciutat.